# Walen
Walen oder Venediger (auch Walhen, Wahlen, Wälsche oder Welsche, Venedigermandln, Vennizianer, Venezianer, Venetianer und ähnliche Schreibweisen) sind in der Sagenüberlieferung fremde Erz- und Mineraliensucher. Es ist nicht gesichert, ob solche Leute wirklich nach Mineralen suchten, die zur Glasherstellung benötigt wurden. Die angeblichen Goldsucher haben aufgrund ihrer fremden Sprache und ihres unverständlichen Tuns in den Bergen in ganz Mitteleuropa zur Sagenbildung angeregt. In der Sage wurden ihnen auch magische Eigenschaften zugeschrieben. Sie erscheinen dort als zauberkundige und geisterhafte Fremdwesen. Darüber hinaus wurde ihnen die Autorschaft der sogenannten Walenbücher zugeschrieben: angebliche Wegbeschreibungen zu verborgenen Schätzen und reichen Erzadern.

## Bezeichnung als „Walen“ oder „Venediger“
Die Bezeichnung „Walen“ leitet sich von Welsche ab, im allgemeinen Sinne von „Ausländer“, der eine fremde (meist romanische Sprache) spricht; „Venediger“ hingegen von der oft als Herkunftsort genannten Stadt Venedig, damals ein weltberühmtes Zentrum der Gold- und Silberschmiedekunst, der Edelsteinschleifer und Glasmanufakturen. Daneben werden aber sowohl in den zeitgenössischen Dokumenten als auch in den Sagen die unterschiedlichsten Herkunftsorte genannt, die meist in Italien, aber auch in Frankreich und Spanien, gelegentlich sogar in Böhmen und Deutschland liegen. Im süddeutschen Sprachraum werden die Sagengestalten wegen ihrer Nähe zu den Bergmännchen und Berggeistern als Venedigermandl oder kurz Mandl, in Thüringen auch als „Erzmännchen“ bezeichnet.

## Historischer Hintergrund

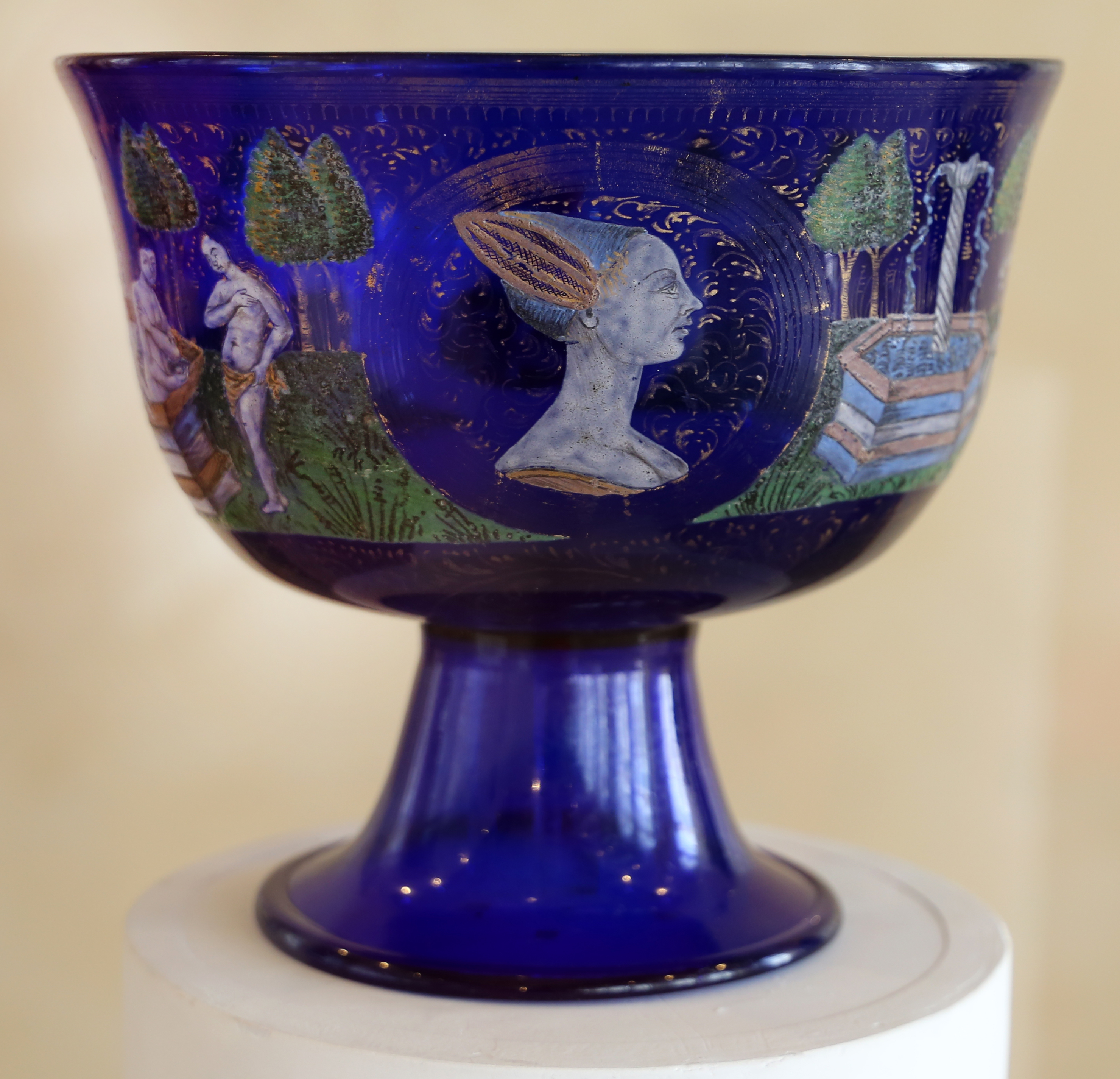
Klares, kobaltblaues Glas mit polychromer Emaille, Murano, 1470

Der Montanethnograph Helmut Wilsdorf weist darauf hin, dass im Mittelalter kobaltblaues Glas in Europa sehr selten und begehrt war. Da es meist aus Konstantinopel (über Venedig) importiert wurde, hieß es auch „byzantinisches Glas“. Abt Suger von Saint-Denis rühmte sich, dass er für die Fenster seiner 1144 geweihten Kirche die sehr teure „Saphirmasse“ beschaffen konnte, die man zur Herstellung klaren blauen Glases benötigte. Chemische Analysen dieser und anderer blauer Gläser aus französischen Kathedralen ergaben einen charakteristisch hohen Wismut-Gehalt, der sich nur mit Vorkommen in Deutschland deckt: dem Schneeberg im Erzgebirge und dem Schwarzwälder Kinzigtal. Zu diesem Zeitpunkt, und noch lange danach, ist in den genannten Gebieten aber gar kein groß angelegter Bergbau nachweisbar. (Tatsächlich stört das Vorkommen von Kobalterzen den Silberbergbau, weil es den Ertrag mindert.) Dennoch muss es Menschen gegeben haben, die diese Vorkommen und den Wert der Erze kannten und sie nach Frankreich brachten. Um 1400 erwähnte Cennino Cennini in seinem Traktat über die Malerei ein azurro della Magna, also ein „Blau aus Deutschland“, das auf unklare Weise mit dem Silberbergbau zu tun hatte, und gab dessen deutschen Namen mit smalto, also „Schmelzfarbe“, an. Im Laufe des 15. Jahrhunderts wurden die wichtigsten Kobaltvorkommen aber allgemein bekannt, und es musste nicht mehr besonders danach gesucht werden.
Anders verhielt es sich mit dem manganhaltigen Braunstein, der besonders für die Entfärbung des berühmten Venezianer Spiegelglases benötigt wurde. Zu Beginn des 16. Jahrhunderts besaß Venedig praktisch das Monopol auf diese Technik, und den Glasbläsern von Murano war es bei Todesstrafe untersagt, ihre Geheimnisse preiszugeben.
Eine Erwähnung von Walen stammt vom April 1365. Hier nennt Markgraf Friedrich so italienische Kaufleute, was nichts mit den späteren Walen-Vorstellungen zu tun hat.
Eine Erwähnung, die sich auf die Traditionsbildung bezieht, findet sich im 1523 gedruckten Joachimsthaler Bergbüchlein. Dort beklagt sich Hans Rudhardt in einem Vers, dass die Walen „große Burde und Huck“ aus Deutschland davontragen. Caspar Bruschius schreibt 1542 in seiner historisch-geographischen Beschreibung des Fichtelgebirges von Wahlen und Venedigern (neben Spaniern und Zigainern). Auch er beschwert sich, dass diese fremden landkundtschaffter die Bodenschätze Deutschlands besser kennen, als die Einheimischen selbst (die zuweilen mit einem Stein nach einer Kuh werfen, der wertvoller als die Kuh ist – eine sprichwörtliche Wendung), und große Schätze mit sich von dannen führen. Hier findet sich auch die erste Erwähnung von Walenbüchern, die auf „wellisch“, französisch und niederdeutsch geschrieben seien. Von dem Exemplar, das er selbst besessen hat, sagt Bruschius nur, es habe „viel Seltsames“ darin gestanden und auf zahlreiche Fundstellen hingewiesen.

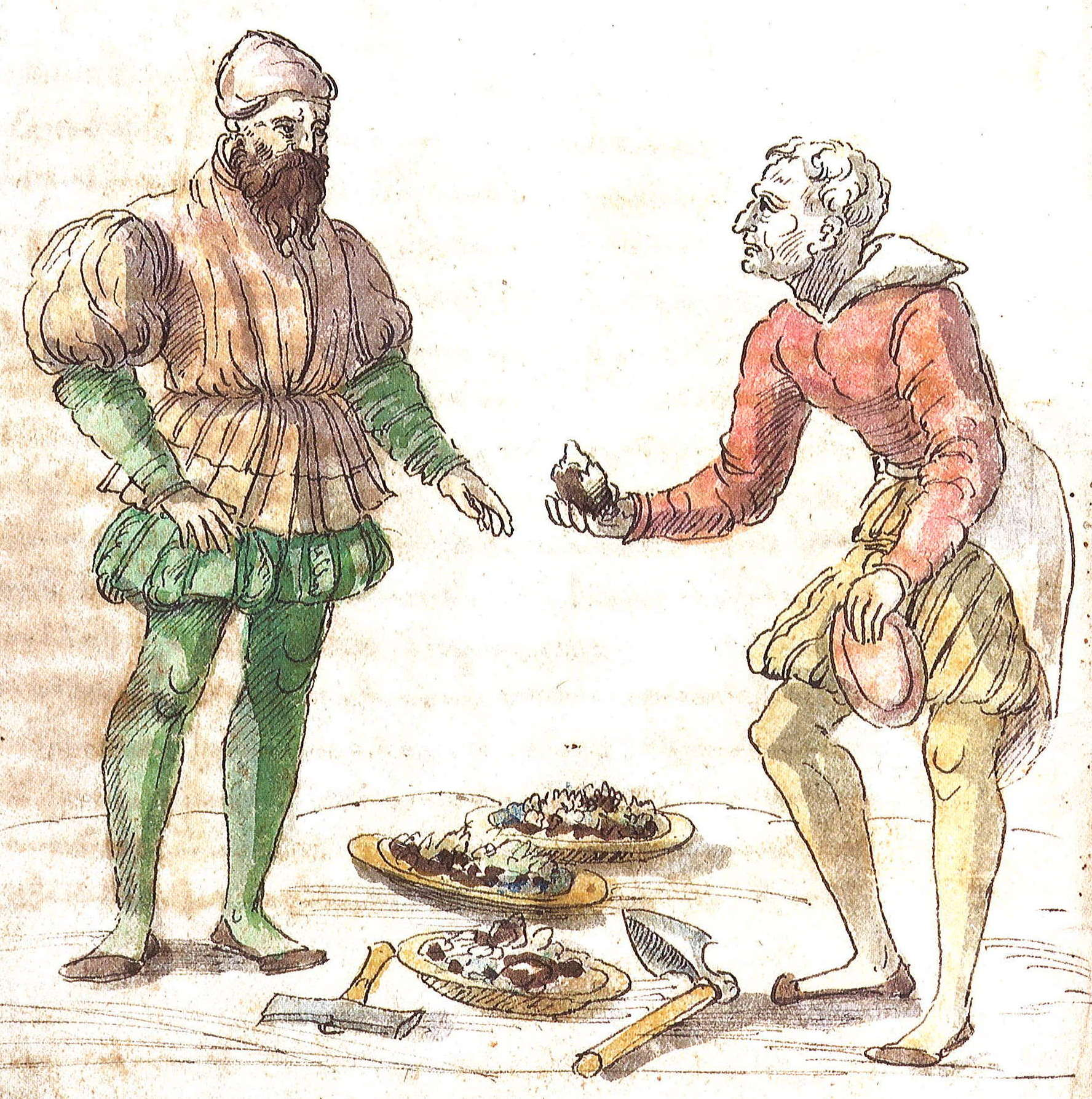
Fachleute untersuchen frisch gewonnenes Erz; Schwazer Bergbuch, 1556

1574 stellte Lazarus Ercker, der Oberbergmeister des Königreichs Böhmen, fest:

„So viel hab ich aber von glaubwirdigen Personen, die von solchen Landfahrern berichtet worden, daß solche Körner gar kein Gold bey sich haben, werd auch keinß darauß gemacht, sondern durch sie, die Landfahrer, in Italien und anderen Orten umb einen Lohn hingetragen, als zu einem Zusatz, darauß schöne Farben oder Schmeltz-Glaß gemacht werden. Welche Farben und Schmeltz-Glas man bey jhnen so hoch achte, und so Tewer verkauffe, als wenn es Gold wäre.“

Ein anderes Monopol versuchte der Kirchenstaat zu verteidigen, nachdem 1459 die Alaunlagerstätten bei Tolfa entdeckt worden waren. Papst Pius II. drohte jedem mit dem Kirchenbann, der sein Alaun nicht bei ihm, sondern beim „Feind der Christenheit“, einkaufen würde. Nach der Eroberung von Konstantinopel waren nämlich die wichtigen Alaunlagerstätten bei Phokaia in die Hand der Türken gefallen, und so wurde Tolfa mit 6000 Bergarbeitern zeitweise zur größten Bergbauunternehmung des Abendlandes. Nachdem aber auch europäische Erzsucher Alaunvorkommen entdeckt hatten, begannen die Einnahmen der Apostolischen Kammer, die offiziell mit der Finanzierung des nächsten Kreuzzugs betraut war, deutlich zu sinken. So entschied sich der Papst, italienische Fachleute auszusenden, die die Unternehmen der unliebsamen Konkurrenz auskundschaften, aufkaufen oder anderweitig ausschalten sollten. Andererseits heuerten auch finanzkräftige Investoren wie die Fugger solche Fachleute zu genau demselben Zweck an (Agricola traf zwei von ihnen 1526 in Rom, einen Erzsucher und einen Schmelzer). Diese Alaunsucher dürften für die Einheimischen nicht von den anderen „Venedigern“ zu unterscheiden gewesen sein.
Ein Alchemist namens Georg Meyer erwähnte 1595 in seiner Schrift Bergkwercks-Geschöpff neben Landfahrern auch fahrende Schüler als Goldwäscher, schrieb ihnen also auch teilweise akademische (womöglich alchemistische) Kenntnisse zu. Neben „durchsichtigen Sand und Körner zu schönen Schmelzgläsern“ sollen sie auch „Talch“ gesucht haben (wohl eine besondere Art von Ton), aus dem man feuerfeste Schmelztiegel brennen kann, sowie nach Edelsteinen und Perlen.
Die erste Sammlung von Berichten über Wahlen erstellte Christian Lehmann bereits im 17. Jahrhundert. Allerdings wurde sie erst 1764 von seinem Enkel herausgegeben. Lehmann wiederholt die negativen Ansichten des Bruschius über die Venediger (tatsächlich macht er sie sogar für einen unaufgeklärten Mord von 1514 in Annaberg verantwortlich) und verdächtigte sie der Teufelsbündnerei. Reale Begegnungen mit Walen scheinen zu dieser Zeit aber praktisch schon nicht mehr vorgekommen zu sein, denn Lehmann behauptet, sie seien bereits vor längerer Zeit von der Obrigkeit des Landes verwiesen worden.
In der Bevölkerung blieb die Erinnerung an die Walen aber erhalten, nicht zuletzt wegen der zirkulierenden Walenbücher. Noch um 1800 traut Friedrich Gottlob Leonhardi den „landläufigen Savoyarden“, also wohl ausländischen Hausierern, in seiner Beschreibung Chursachsens zu, dass sie ihr Gewerbe nur vorschützten, während sie in den Wäldern und Flüssen in Wirklichkeit nach Edelsteinen suchten, die sie in der Heimat schliffen und dann für teures Geld wieder nach Deutschland verkauften. Tatsächlich gibt es Hinweise, dass italienische Erzsucher noch bis in die ersten Jahrzehnte des 19. Jahrhunderts die Alpen überquert haben. Nachdem aber auch reguläre Bergbaufirmen begonnen hatten Manganerze abzubauen, verloren diese Einzelgänger ihre Existenzgrundlage.
Es wird aber auch vermutet, dass sich die Bezeichnung „Venediger“ nicht nur auf die Mineralsucher italienischer Herkunft beschränkte. Vielmehr wurden damit auch reiche, im Bergbau tätige Kaufleute bezeichnet, die zwar nicht aus Venedig, sondern größtenteils aus Deutschland stammten, mit Venedig jedoch regen Handel trieben.

## Venetianersagen
Die Venetianer- oder Venedigersagen gehören zu den Volkssagen und erzählen gewöhnlich von der Begegnung von Einheimischen mit Venedigern. Obwohl, oder gerade weil solche Begegnungen tatsächlich sehr selten gewesen sein dürften, stellen die Venetianersagen eine wichtige Untergruppe der Bergmannssagen dar und fanden auch bei Sagenforschern größere Beachtung.
Die landfremden Venediger treten in den Sagen meist als Einzelgänger auf, aber auch in kleinen Gruppen, oft zu dritt, die bei Einheimischen um Quartier bitten oder ihnen zufällig in den Bergen begegnen. Sie tauchen überraschend auf und verschwinden auch schnell wieder, kommen dann aber oft viele Jahre hintereinander zurück. Auch ihr Äußeres wirkt fremdartig: sie werden als klein und dunkelhaarig geschildert. Oft verbergen sie ihren Reichtum unter ärmlicher Kleidung und durch anspruchslose Lebensführung, andernorts sind sie auffallend bunt gekleidet. Besonders untereinander reden sie unverständliches Kauderwelsch. Aus ihrer Heimat bringen sie zuweilen Kräuter oder andere Waren mit, die sie nach Art der Buckelapotheker verkaufen. In Wirklichkeit verstehen sie sich aber vor allem auf das Auffinden (Prospektion) und Schmelzen von Erz sowie auf die Probier- und Scheidekunst, aber eigentliche Bergleute sind sie meist nicht. Obwohl sie anscheinend nur gewöhnliche Kiesel, Sand oder Erde sammeln, und mit kleinen Hämmern auf normalem Stein herumklopfen, ist es für jedermann klar, dass es sich dabei in Wirklichkeit um Gold, Silber, Perlen und Edelsteine handeln muss, die die Einheimischen nur nicht als solche erkennen können. Sie werden als kenntnisreich, freundlich und dankbar geschildert, aber auch als verschwiegen und geheimniskrämerisch, manchmal rachsüchtig. All dies lässt sich gut in Übereinstimmung bringen mit dem wenigen, was man über die dokumentierten Walen und Venetianer weiß.
Während die offiziellen Quellen den Venedigern misstrauen und sie oft mit Dieben und „fahrendem Volk“ in einen Topf werfen (weil sie mutmaßlich das Bergregal missachten und keine Abgaben auf ihre Funde zahlen), zeigt die Sage eher Bewunderung für ihre Fähigkeiten. Keineswegs wirft man ihnen vor, dass sie die Quelle ihres Reichtums verheimlichen, ihn größtenteils für sich behalten und außer Landes bringen. Vielmehr berichten die Sagen bevorzugt von den fürstlichen Belohnungen für hilfreiche Einheimische (und die gelegentliche Bestrafung allzu habgieriger Mitwisser). Die Belohnung findet hierbei oft erst nach der Abreise der Venediger statt, indem sich ihre zunächst unscheinbaren Hinterlassenschaften am nächsten Morgen in Kostbarkeiten verwandelt haben, oder die Venediger beschließen, das Geheimnis ihres Reichtums einem Einheimischen zu verraten, nachdem sie für sich selbst genug gesammelt haben und nicht mehr wiederzukommen brauchen.
Ein Motiv, das immer wieder abgewandelt wird, ist die Reise eines Einheimischen nach Venedig, wo er wieder auf den Venetianer trifft. Oft kommt er (oder sein Sohn) erst lange Zeit später in die Stadt, entweder zufällig oder auf eine Einladung des Venetianers hin, oder aufgrund eines von diesem früher gegebenen Hilfsversprechens. Oder der Einheimische wird während des Schlafs, durch die Luft im Sturm, durch Tunnel im Gebirge, nach Venedig entrückt. Dort wird er immer von dem Venetianer zuerst erkannt, der ihn daraufhin in den prächtigen Palast einlädt, in dem er nun lebt. Der Besucher erkennt den Venetianer hingegen manchmal erst, nachdem dieser seine alte schäbige Arbeitskleidung angezogen hat. Hierauf eröffnet ihm der Venetianer, dass er diesen ganzen Reichtum in der Heimat des Gastes gewonnen hat. Hatte der Besucher dem Venetianer zuvor geholfen, dann wird er fürstlich bewirtet und reich beschenkt. Hatte er ihm Schaden zugefügt oder gar verletzt (und ihn an der verheilten Wunde erkannt), so wird er trotzdem bewirtet, und erstaunlich oft wird ihm seine Untat verziehen, nachdem er ehrliche Reue gezeigt hat. Im Falle der Entrückung nimmt das paradiesisch schöne Venedig gelegentlich Züge der Anderwelt an: bei der Rückkehr in die Heimat sind schon viele Jahre oder Jahrhunderte vergangen, während der Besucher glaubte, nur kurze Zeit dort verbracht zu haben. In den märchenhafteren Varianten dieses Motives hat der venezianische Palazzo auch mehr Ähnlichkeit mit dem Thronsaal eines Zwergenkönigs.
Das Motiv, dass es sich beim „Finderglück“ um die Belohnung für Wohlverhalten handelt, teilen sich Schatz- und Venetianersagen mit den sonstigen Bergmannssagen. Manchmal übernehmen die Venediger hier die Rolle, die sonst den Berggeistern oder Bergmännchen zugeschrieben wird: sie führen die Einheimischen zu neuen Fundstellen (lassen das Erz aber auch bei einem begangenen Frevel wieder verschwinden). Ihr eigenes „Finderglück“ verdanken die Venediger aber keineswegs dem Glück, sondern ihren eigenen überlegenen Kenntnissen.
Zwar gibt es eine kleine, aber konstante Erzähltradition, dass die Venediger ihre übernatürlichen Fähigkeiten direkt vom Teufel erhalten haben (Venedig wird da zur Universitätsstadt erklärt, in der der Leibhaftige selbst Vorlesungen über die Kunst des Schatzsuchens hält), im Vergleich zu den üblichen Schatzsagen sind die Venetianer zur Erlangung ihrer Ziele aber kaum auf schwarze Magie angewiesen. Nur selten wird berichtet, dass sie einen Einheimischen nur als Begleiter anheuern, weil der schatzbewachende Dämon für jeden Besuch eine Seele fordert, oder ähnliches. Im Gegenteil haben die Venediger selbst Macht über die Schatzhüter (schwarze Hunde, Drachen), die ihnen den Weg freigeben müssen. Sie verfügen über Wünschelruten, Zauberblumen (wie das Johanniskraut), Zauberschlüssel oder Bücher, in denen Zauberformeln stehen, mit denen man schatzgefüllte Höhlen öffnen kann. Den seltsamen Umstand, dass die Einheimischen an den Schürfstellen der Walen selber nichts offensichtlich Wertvolles entdecken konnten, erklärt die Sage damit, dass die Schätze mit einem Zauber belegt wurden, der „die Berge wieder verschließt“.
Die markante Eigenschaft der Walen, im Frühling (unerwartet) aufzutauchen und im Herbst (möglichst heimlich) wieder zu verschwinden, verdichtete die Sage zu einem plötzlichen Erscheinen rund um den Johannistag, dessen Vorabend als besonders günstig für die Schatzsuche galt. So plötzlich, wie sie erscheinen, können sich die Venediger auch unsichtbar machen, z. B. wenn sie bei ihrem geheimnisvollen Treiben gestört werden. Die „Venediger Mandln“ können sogar fliegen, z. B. mit der Hilfe von „Flugtüchern“, die man sich um den Kopf bindet oder unter die Füße legt. Ihren „Durchblick“, der es ihnen ermöglicht, die verborgenen Schätze in den Bergen zu sehen, erlangen die Venediger z. B. dadurch, dass sie das Fleisch einer weißen Schlange verzehren (den „Otterkönig“), die sie zuvor durch Flötenspiel angelockt haben.
Der in den Sagen häufig beschriebene mysteriöse „Berg- oder Schatzspiegel“ der Venediger, der es ihnen ermöglicht sowohl durch die Gesteine zu blicken als auch in große Fernen, wird heute als einfaches, der Bevölkerung aber unbekanntes Vergrößerungsglas oder Goldwaschpfanne interpretiert.
Eine nicht bergmännische Variante gibt es im Tirolischen, wo die Venedigermandl nicht nur auf Steinen, sondern manchmal auch nur auf Bäumen herumklopfen (den Einheimischen wohl ebenso unverständlich wie das Steinklopfen), sich sonst aber recht ähnlich verhalten. Das wird als Suche nach speziellem Klangholz für den oberitalienischen Instrumentenbau interpretiert.

## Walenbücher und Walenzeichen
Der Ursprung der sogenannten Walenbücher liegt wahrscheinlich in realen Notizbüchern, in denen Erzsucher die ihnen bekannten Fundstellen und Wegemarken aufzeichneten. So ist ein schwer zu deutendes Heftchen bekannt, das um 1430 entstanden sein könnte, und später einem „Antonius Wahle“ aus Krakau oder Breslau zugeschrieben wurde. Allerdings wurden die Angaben bald maßlos übertrieben und schließlich frei erfunden, weil das Ziel der Abschreiber nicht mehr die Sicherung privater Informationen war, sondern bestenfalls Prahlerei mit geheimen Kenntnissen, wahrscheinlich aber nur der Verkauf der Abschriften an Leichtgläubige. Ein steirisches Walenbüchlein von nur 16 Seiten Umfang führt z. B. 134 Fundweisungen auf. Dabei sind in der Steiermark immerhin noch etwa die Hälfte der Ortsangaben korrekt, die angeblichen Erzgehalte jedoch phantastisch hoch. In Oberösterreich stimmen dann nicht einmal mehr die Ortsangaben. Eingeleitet wird das Büchlein mit astrologischen Anweisungen zur Wahl der „Glückstage“, an denen das Schürfen besonders erfolgversprechend sein soll.
Die etwa 18 oder 19 bekannten Walenbücher stammen größtenteils aus dem 17. und 18. Jahrhundert und sind meist handschriftlich verfasst. Bezeichnenderweise ist keines von ihnen in italienischer Sprache erhalten (wie man eigentlich erwarten sollte), sondern ausschließlich in Deutsch. Zuweilen behaupten die Verfasser, sie hätten ihre Kenntnisse von Walen erhalten. Aber selbst wenn Namen von Gewährsleuten genannt werden, so finden sich nie „welsche“ darunter. Die Walenbücher führten ihre leichtgläubigen Käufer auch keineswegs zu versteckten Schätzen (höchstens zu farblich auffälligen Gesteinsformationen, oder sterilen Mineralisationen), sondern nur auf eine beliebige Wiese oder zu einem beliebigen Bach oder Brunnen (wenn ihre Angaben überhaupt verständlich waren). Obwohl ihre Angaben leicht widerlegt werden konnten, trugen die Walenbücher dazu bei, dass noch bis Ende des 18. Jahrhunderts an die Existenz von Walen und Venetianern geglaubt wurde, die mit Schätzen beladen aus Deutschland in ihre ferne Heimat zurückkehrten. Wahrscheinlich wurden die zahlreichen „Kuxgänger“, die den Angaben der Walenbücher folgten, von den Anwohnern selbst für Walen gehalten: ein selbstverstärkender Prozess.
Da es sich bei solchen reinen Aufzählungen von Wegbeschreibungen und „Fundberichten“ um recht trockene Lektüre handelt, wurden die Texte mit möglichst umständlichen oder gar bedrohlichen Formulierungen verrätselt, sowie mit der Verwendung von alchimistischen Symbolen, wie dem Sonnensymbol für Gold, dem Mondsymbol für Silber, ein auf der Spitze stehendes Dreieck für Wasser etc. Die Wege und Fundstellen sollen dann oft mit geheimnisvollen Zeichen markiert gewesen sein, den sogenannten Walenzeichen. Die Texte beschreiben dann oft recht vergängliche Wegmarken: Baumstümpfe, abgesägte Astgabeln oder seltsam gewachsene Bäume; in die Baumrinde geschnittene Hände, Kreuze, oder einfache alchemistische Symbole. Als in Stein gehauene Walenzeichen werden besonders im Harz gerne Mönche angegeben, die entweder mit dem Arm in eine bestimmte Richtung weisen, oder eine Keilhaue auf dem Rücken tragen, gelegentlich auch die Figur eines Bischofs. Die Abbildungen von angeblichen Walenzeichen in den Büchern sind allerdings viel komplexer: Sie reichen von pseudo-alchemistischen und christlichen Symbolen, über Tierdarstellungen und an Lagepläne erinnernde Skizzen, bis hin zu scheinbaren Texten in Geheimschriften. Die Schätze sollen dann oft recht nachlässig verborgen unter Steinhaufen oder dicken Moospolstern liegen, aber auch unter Holzbohlen oder in kellerartigen Höhlen mit eingehauenen Stufen etc.

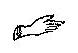
Bei einer solchen Hand liegt gut Waschwerk von Erz.
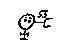
Bei diesem Zeichen sind Walengruben, gediegen [Gold] und ist Seifengut.
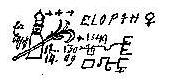
Bei diesem Zeichen liegen überall viel Goldkörner.
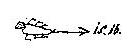
Bei diesem Zeichen findest du gelben Zirill.
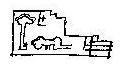
Dies zeigt einen Berg da [Gold] genug innen.
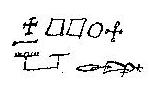
Bei einem solchen Zeichen findest du Marcasit.
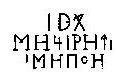
Dieses Zeichen wurde 1899 in Wittigsthal (Erzgebirge) gefunden. Bergmännisch lässt sich die Inschrift nicht deuten.